# Gerhard Brosi
Gerhard Brosi (8 de agosto de 1943 – 3 de abril de 1984) foi um político alemão do Partido Social Democrata (SPD) e ex-membro do Bundestag alemão.

## Vida
Em 1983, ele entrou para o Bundestag através do Landesliste Baden-Württemberg e foi membro até à sua morte.

## Literatura
Herbst, Ludolf; Jahn, Bruno (2002).  Vierhaus, ed. Biographisches Handbuch der Mitglieder des Deutschen Bundestages. 1949–2002 (em alemão). München: De Gruyter - De Gruyter Saur. 1715 páginas. ISBN 978-3-11-184511-1